# Каракашьян, Наполеон Карлович
Наполеон Карлович Каракашьян (1919—1967) — советский спортсмен (баскетболист), тренер, врач. Мастер спорта (первый украинский баскетболист — мастер спорта СССР). Заслуженный тренер УССР, Заслуженный тренер СССР (1964). Отличник физической культуры (1954).

## Биография
Родился в армянской семье в городе Славянске. Во время немецкой оккупации Киева (в 1941—1943 гг.) стал участником киевского подполья. После начала расстрелов в Бабьем Яру он подпольем был направлен в Одессу. В Одессе создали партизанский отряд в который доктором поступил 22-летний Наполеон. В сентябре 1945 года выступал на Спартакиаде УССР в составе Одесской баскетбольной сборной, где его сборная заняла 1-е место. Руководил сборными командами УССР при соревнованиях в Австрии, Болгарии, ГДР, Польше, Чехословакии и др.
Главный тренер СКА (Киев) в 1960—1966 гг.
25 апреля 1967 года погиб при крушении рейсового автобуса. Похоронен на Байковом кладбище. Через два дня после смерти (27 апреля 1967 года) в «Спортивной газете» вышел некролог.
Похоронен на Байковом кладбище Киева.